# Emiliano Zapata (Aguascalientes)
Emiliano Zapata es una localidad del estado mexicano de Aguascalientes. Es parte del municipio de Pabellón de Arteaga.

## Toponimia
El nombre de la localidad rinde homenaje a Emiliano Zapata, héroe de la Revolución Mexicana.

## Demografía
| Gráfica de evolución demográfica |
|                                  |

| Censo | Población |
| ----- | --------- |
| 1900  | 80        |
| 1910  | 74        |
| 1921  | 32        |
| 1930  | 90        |
| 1940  | 464       |
| 1950  | 649       |
| 1960  | 850       |
| 1970  | 1 080     |
| 1980  | 1 385     |
| 1990  | 2 145     |
| 2000  | 2 509     |
| 2010  | 2 995     |
| 2020  | 3 316     |